# Chlorek cyrkonu(IV)
Chlorek cyrkonu(IV) – nieorganiczny związek chemiczny z grupy chlorków, sól chlorowodoru i cyrkonu na IV stopniu utlenienia. W warunkach standardowych występuje pod postacią białych, higroskopijnych, jednoskośnych kryształów. Pod wpływem wody ulega częściowej hydrolizie do chlorku cyrkonylu i kwasu solnego:
ZrCl
4 + H
2O → ZrOCl
2 + 2HCl

## Otrzymywanie
Można go otrzymać m.in. w reakcji wodorotlenku cyrkonu(IV) z kwasem solnym, zgodnie z równaniem:
Zr(OH)
4 + 4HCl → ZrCl
4 + 4H
2O

## Zastosowanie
Stosowany jako katalizator w reakcji Friedla-Craftsa oraz do otrzymywania innych związków cyrkonu, także związków cyrkonoorganicznych. Używa się go też do produkcji włókien i materiałów hydrofobowych.